# Вестемптон (Нью-Джерсі)
Вестемптон (англ. Westampton) — селище (англ. village) в США, в окрузі Берлінгтон штату Нью-Джерсі. Населення — 9121 особа (2020).

## Демографія
Згідно з переписом 2010 року, у селищі мешкало 8813 осіб у 3195 домогосподарствах у складі 2429 родин. Було 3291 помешкання
Расовий склад населення:
| - 61,0 % — білих - 25,5 % — чорних або афроамериканців - 6,9 % — азіатів - 0,2 % — корінних американців - 2,3 % — осіб інших рас |

До двох чи більше рас належало 4,2 %. Частка іспаномовних становила 8,8 % від усіх жителів.
За віковим діапазоном населення розподілялося таким чином: 24,4 % — особи молодші 18 років, 65,2 % — особи у віці 18—64 років, 10,4 % — особи у віці 65 років та старші. Медіана віку мешканця становила 39,3 року. На 100 осіб жіночої статі у селищі припадало 91,5 чоловіків;  на 100 жінок у віці від 18 років та старших — 87,8 чоловіків також старших 18 років.
Середній дохід на одне домашнє господарство  становив 112 969 доларів США (медіана — 101 653), а середній дохід на одну сім'ю — 121 310 доларів (медіана — 112 102). Медіана доходів становила 74 770 доларів для чоловіків та 61 318 доларів для жінок. За межею бідності перебувало 3,3 % осіб, у тому числі 6,8 % дітей у віці до 18 років та 0,1 % осіб у віці 65 років та старших.
Цивільне працевлаштоване населення становило 4572 особи. Основні галузі зайнятості: освіта, охорона здоров'я та соціальна допомога — 29,3 %, роздрібна торгівля — 11,0 %, фінанси, страхування та нерухомість — 10,8 %.